# Kanton La Loupe
La Loupe is een voormalig kanton van het Franse departement Eure-et-Loir. Het kanton maakte deel uit van het arrondissement Nogent-le-Rotrou. Het werd opgeheven bij decreet van 24 februari 2014, met uitwerking op 22 maart 2015.

## Gemeenten
Het kanton La Loupe omvatte de volgende gemeenten:
- Belhomert-Guéhouville
- Champrond-en-Gâtine
- Les Corvées-les-Yys
- Fontaine-Simon
- Friaize
- La Loupe (hoofdplaats)
- Manou
- Meaucé
- Montireau
- Montlandon
- Saint-Éliph
- Saint-Maurice-Saint-Germain
- Saint-Victor-de-Buthon
- Le Thieulin
- Vaupillon